# Vlaggen van internationale organisaties
Dit artikel geeft een overzicht van vlaggen van internationale organisaties.

## Interstatelijke organisaties

### Verenigde Naties en zijn gespecialiseerde organisaties en programma's

Verenigde Naties: Vlag
Internationaal Atoomenergieagentschap: Vlag
Internationale Burgerluchtvaart-organisatie: Vlag
Internationale Arbeidsorganisatie: Vlag
Internationale Maritieme Organisatie: Vlag
UNESCO: Vlag
UNICEF: Vlag
Wereldpostunie: Vlag
Wereldgezondheidsorganisatie: Vlag
Wereld Meteorologische Organisatie: Vlag

### Andere interstatelijke organisaties

ACS-staten: Vlag
Afrikaanse Unie: Vlag
Andesgemeenschap: Vlag
Arabische Liga: Vlag
ASEAN: Vlag
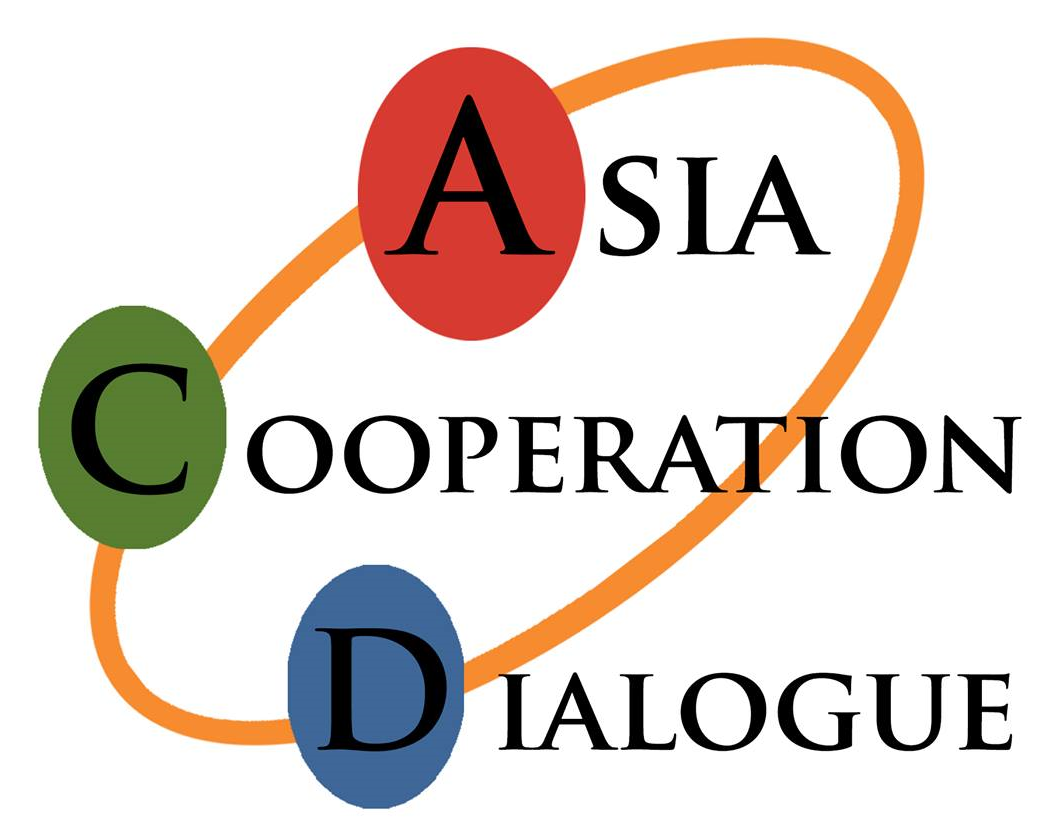
Asia Cooperation Dialogue: Vlag
Benelux: Vlag
Caribische Gemeenschap: Vlag
Centraal-Amerikaans Integratiesysteem: Vlag
Centraal-Europese Vrijhandelsassociatie: Vlag
Centrale Commissie voor de Rijnvaart: Vlag
Euraziatische Economische Gemeenschap: Vlag
Europese Unie: Vlag
Europees Parlement: Vlag
Europees Ruimteagentschap: Vlag
Europese gendarmerie: Vlag
Europese maritieme macht: Vlag
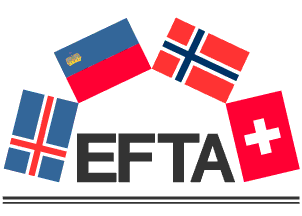
Europese Vrijhandelsassociatie: Vlag
Fédération Internationale des Associations Vexillologiques: Vlag
Francophonie: Vlag
Gemeenschap van Portugeessprekende landen: Vlag
Gemenebest van Naties: Vlag
Gemenebest van Onafhankelijke Staten: Vlag
Mercosur: Vlag
National Aeronautics and Space Administration: Vlag
Noord-Amerikaanse Vrijhandelsovereenkomst: Vlag
Noord-Atlantische Verdragsorganisatie: Vlag
Noordse Raad: Vlag
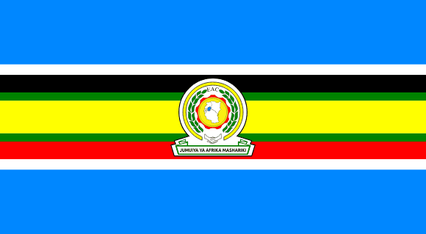
Oost-Afrikaanse Gemeenschap: Vlag
Orde van Malta: Vlag
Organisatie van Amerikaanse Staten: Vlag
Organisatie van Ibero-Amerikaanse landen: Vlag
Organisatie van olie-exporterende landen: Vlag
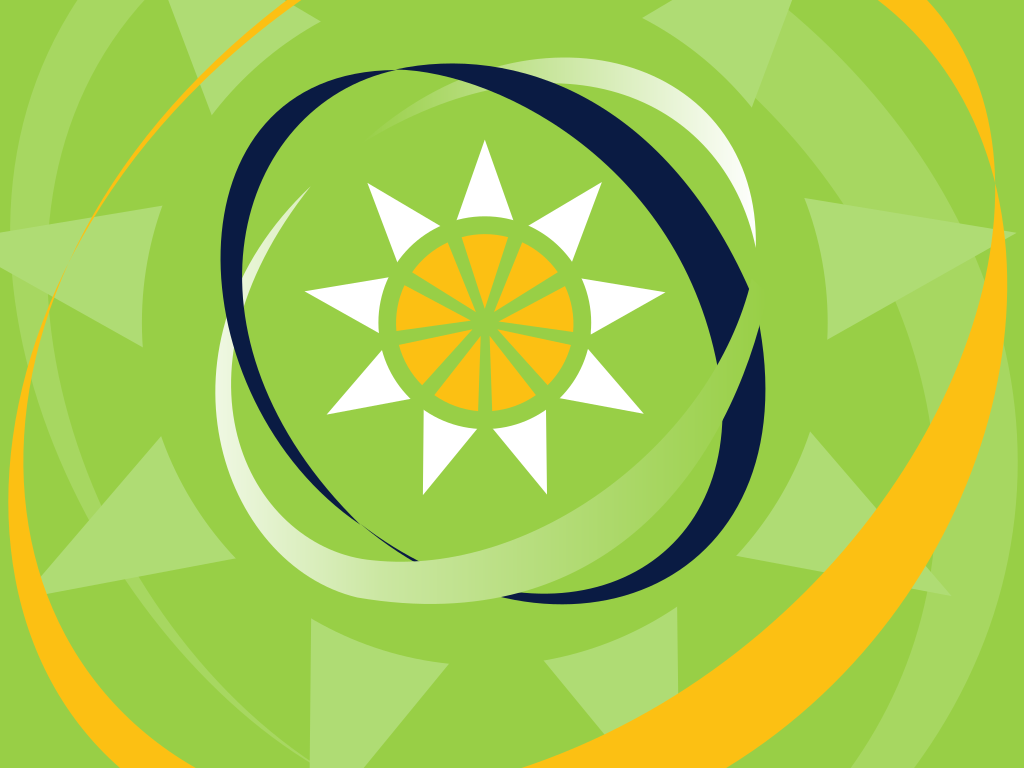
Organisatie van Oost-Caribische Staten: Vlag
Organisatie van Turkse Staten: Vlag
Organisatie voor Islamitische Samenwerking: Vlag
Organisatie voor Veiligheid en Samenwerking in Europa: Vlag
Ontwikkelingsgemeenschap van Zuidelijk Afrika: Vlag
Raad van Europa: Vlag
Romani (Roemenië): Vlag
Sami (Lapland): Vlag
Samenwerkingsraad van de Arabische Golfstaten: Vlag
Unie van de Arabische Maghreb: Vlag
Unie van Rusland en Wit-Rusland: Vlag
Unie van Zuid-Amerikaanse Naties: Vlag

### Voormalige internationale organisaties

Europese Gemeenschap voor Kolen en Staal: Vlag
West-Europese Unie: Vlag

## Niet-statelijke internationale organisaties

Derde Protcol van het Rode Kruis: Vlag
Internationaal Olympisch Comité: Vlag
Internationaal Paralympisch Comité: Vlag
Organisatie van Niet-Vertegenwoordigde Naties en Volkeren: Vlag
Rode Halvemaan: Vlag
Rode Kruis: Vlag
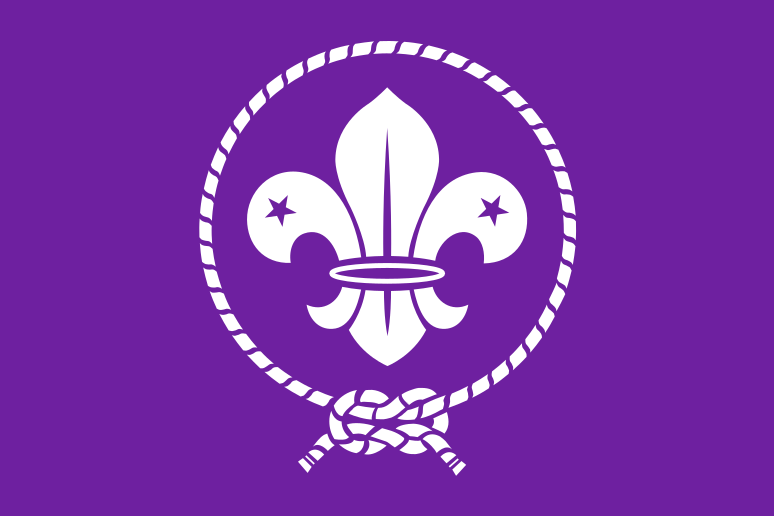
World Organization of the Scout Movement: Vlag
FIFA: Vlag

Hoofdartikel: Vlaggen van de wereld      Portaal: Vlaggen en wapens
Vlaggen van A tot Z · Historische vlaggen · Handelsvlaggen van de wereld · Marinevlaggen van de wereld · Vlaggen van staten met beperkte erkenning · Vlaggen van internationale organisaties · Vlaggen van gebieden met separatistische of irredentistische bewegingen · Vlaggen van hoofdsteden · Vlaggenlijsten per land · Vlaggen van afhankelijke gebieden · Vlaggen van subnationale entiteiten · Vlaggen van gemeenten · Vlaggen van micronaties · Taalvlag
Zie ook: Vexillologie · Vlag · Vlaginstructie · Wimpel